# Corrente del Pacifico settentrionale

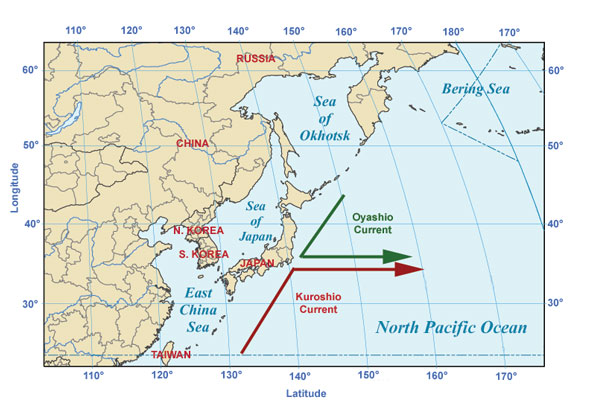
Schematizzazione delle formazione della corrente del Pacifico settentrionale.

La corrente del Pacifico settentrionale (o corrente del Nord Pacifico) è una lenta corrente oceanica di acqua calda che fluisce da ovest a est ad una latitudine compresa tra i 30 e i 50 gradi nord, nell'oceano Pacifico. La corrente forma la parte meridionale del vortice subpolare del Pacifico settentrionale e la parte settentrionale del vortice subtropicale del Pacifico settentrionale. 
La corrente del Pacifico settentrionale ha origine dalla collisione di due correnti conosciute come Kuroshio e Oyashio. La prima fluisce verso nord al largo della costa orientale giapponese mentre la seconda, una fredda corrente subartica, fluisce verso sud ruotando poi in senso antiorario nella regione occidentale del Pacifico settentrionale. Il risultato dell'incontro delle due correnti è per l'appunto una nuova corrente che scorre verso est fino ad arrivare alla parte orientale dell'oceano Pacifico, al largo della costa meridionale della Columbia Britannica. Qui, la corrente del Pacifico settentrionale si divide in due tronconi, con parte del flusso che si dirige verso sud, formando la corrente della California e parte che si dirige verso nord, dando origine alla corrente dell'Alaska.

## Flussi e temperatura
Dirigendosi verso est a partire dalla costa orientale dell'isola giapponese di Honshu, dove si origina, la corrente del Pacifico settentrionale si estende lungo oltre 40 gradi di longitudine trasportando acqua più calda dalle zone subtropicali alle latitudini subpolari. La temperatura media della superficie del mare è compresa in un intervallo che va dai 7,2 ai 16,1 °C in inverno e dai 17,8 ai 23,3 °C in estate.
Man mano che fluisce verso est la corrente si espande fino a coprire 20 gradi di latitudine e perde velocità, passando da 0,5 m/s nella sua parte occidentale a 0,1 m/s in quella orientale. Una volta raggiunta la costa occidentale nordamericana si ha la cosiddetta biforcazione della corrente del Pacifico settentrionale, ossia la divisione del flusso, che va dai 15 ai 35 milioni di metri cubi al secondo, in corrente della California e corrente dell'Alaska. Tale divisione non avviene però in parti uguali dato che il golfo dell'Alaska riceve circa il 60% del volume d'acqua della corrente e le correnti californiane ne ricevono solo il 40%.

## Contributo al vortice
La corrente del Pacifico settentrionale forma la porzione settentrionale del vortice subtropicale del Nord Pacifico. In quanto estensione orientale della Kuroshio, il flusso più occidentale della corrente può portare al trasporto di materiale dal Pacifico occidentale alla costa nordamericana.
Per esempio, alcuni dei detriti finiti in mare dopo il terremoto e il conseguente tsunami che hanno colpito il Giappone nel 2011 sono stati trasportati dalla corrente del Nord Pacifico attraverso tutto l'oceano Pacifico, fino ad essere depositati sulle coste dell'Alaska, della Columbia Britannica, dello Stato di Washington e dell'Oregon.